# ブルネイの国旗
ブルネイ・ダルサラーム国の国旗は、黄色の地に白と黒の帯が斜めに横切り、中央に赤い国章が配されている旗である。
現行の国旗は、ブルネイがイギリスの自治領に位置づけられた1959年9月29日に制定されたものである。1984年1月1日、ブルネイ・ダルサラーム国として完全な独立国となると、そのまま国旗となった。

## 現行の国旗
東南アジアにおいて、黄色は伝統的に王家を象徴する色であり、ブルネイ国旗の黄色も、スルタン（ブルネイの国王）を象徴している。斜めにかけられた帯（公式的には「平行四辺形」と称されている）の白と黒は、ブルネイの2人のワジール（大臣、地方長官）を象徴している。
中央に配置されたブルネイの国章は、イスラム教を象徴する三日月と、ブルネイ王室を表す傘、片翼４つからなり正義・平穏・繁栄・平和を表す翼、政府の福祉・平和・繁栄を象徴する両手などを組み合わせた意匠である。三日月には「神の御導きに従って常に奉仕に尽力する」という国の標語が、三日月の下のリボンには「ブルネイ・ダルエスサラーム（平和の国ブルネイ）」という国名が、それぞれアラビア文字で記されている。

?縦横比2:3の別タイプ
? 軍事用陸上旗。縦横比 2:3
軍艦旗。縦横比 1:2

## 歴史
1906年以前、王室の成員や高官たちはそれぞれの紋章や旗を持っていたものの、「国旗」に相当するものは存在せず、これに代わるものとしてはスルタンを象徴する黄色一色の旗が用いられていた。1906年、2人のワジール（大臣）を象徴する白と黒の帯を加えた旗がブルネイの旗となった。ブルネイがイギリスの保護領から自治領となった1959年、赤い国章を中央に配した現行のデザインが自治領旗として正式に採用された。

?1906年以前のブルネイの旗
?1906～1959年のブルネイの旗